# Natació en aigües obertes al Campionat del Món de natació de 2003
La competició de natació en aigües obertes al Campionat del Món de natació de 2003 es realitzà al Port Vell (Barcelona).

## Proves
Es realitzen tres proves, separades en competició masculina i competició femenina:
- 5 km
- 10 km
- 25 km

## Resum de medalles

### Categoria masculina
| Event | Or                      | Or        | Plata                | Plata     | Bronze                  | Bronze    |
| 5 km  | Evgeni Kochkarov (RUS)  | 53.11.9   | Christian Hein (GER) | 53.13.9   | Vladimir Dyatchin (RUS) | 53.14.8   |
| 10 km | Vladimir Dyatchin (RUS) | 1:50.58.8 | Christian Hein (GER) | 1:51.06.5 | David Meca (ESP)        | 1:51.08.4 |
| 25 km | Yuri Kudinov (RUS)      | 5:02.20.0 | David Meca (ESP)     | 5:02.20.4 | Petar Stoychev (BUL)    | 5:02.20.6 |

### Categoria femenina
| Event | Or                   | Or        | Plata                | Plata     | Bronze               | Bronze    |
| 5 km  | Viola Valli (ITA)    | 57.01.2   | Jana Pechanová (CZE) | 57.03.9   | Britta Kamrau (GER)  | 59.06.4   |
| 10 km | Viola Valli (ITA)    | 1:59.49.9 | Angela Maurer (GER)  | 1:59.51.1 | Edith van Dijk (NED) | 1:59.53.0 |
| 25 km | Edith van Dijk (NED) | 5:35.43.5 | Britta Kamrau (GER)  | 5:35.46.1 | Angela Maurer (GER)  | 5:35.46.5 |

## Medaller
| Posició | País          | Or | Plata | Bronze | Total |
| 1       | Rússia        | 3  | 0     | 1      | 4     |
| 2       | Itàlia        | 2  | 0     | 0      | 2     |
| 3       | Països Baixos | 1  | 0     | 1      | 2     |
| 4       | Alemanya      | 0  | 4     | 2      | 6     |
| 5       | Espanya       | 0  | 1     | 1      | 2     |
| 6       | Txèquia       | 0  | 1     | 0      | 1     |
| 7       | Bulgària      | 0  | 0     | 1      | 1     |
| Total   | Total         | 6  | 6     | 6      | 18    |